# Lauris Blaus
Lauris Blaus (ur. 16 lutego 1990 w Rydze) – łotewski koszykarz, występujący na pozycjach silnego skrzydłowego lub środkowego, obecnie zawodnik KK Parnawa.
17 sierpnia 2017 został zawodnikiem Czarnych Słupsk.

## Osiągnięcia
Stan na 4 grudnia 2020, na podstawie, o ile nie zaznaczono inaczej.

### Drużynowe
- Mistrz Łotwy (2013)
- Wicemistrz Łotwy (2011, 2012)
- Zdobywca pucharu Ligi Bałtyckiej (2014)
- 4. miejsce podczas mistrzostw Łotwy (2017)
- Uczestnik rozgrywek:
  - Eurocup (2009/10, 2012/13)
  - EuroChallenge (2010–2012)
  - pucharu FIBA Europa (2015/16)

### Indywidualne
- Uczestnik meczu gwiazd ligi łotewskiej (2010, 2011)

### Reprezentacja
- Brązowy medalista mistrzostw Europy U–18 (2007)
- Uczestnik:
  - mistrzostw Europy:
    - U–20 (2009 – 10. miejsce, 2010 – 11. miejsce)
    - U–18 (2007, 2008 – 7. miejsce)
    - U–16 (2005, 2006 – 11. miejsce)